# Goltsteinstraße (Düsseldorf)
Die Goltsteinstraße ist eine Straße im Düsseldorfer Stadtteil Stadtmitte. Sie ist nur auf einer Seite bebaut, verläuft entlang des östlichen Hofgartens und der Nördlichen Düssel. Sie ist nach dem kurpfälzischen Finanzminister Johann Ludwig Franz von Goltstein benannt.

## Lage
Die Goltsteinstraße verläuft in ost-westlicher Richtung von der Jacobistraße bis zur Ecke Bleichstraße, in ihrer Verlängerung am Hofgarten entlang zum Goltsteinparterre am Düsseldorfer Schauspielhaus. Parallel zur nördlichen Straßenseite verläuft die Düssel und im Hofgarten eine Lindenallee, die „Seufzerallee“ genannt wird.

## Geschichte

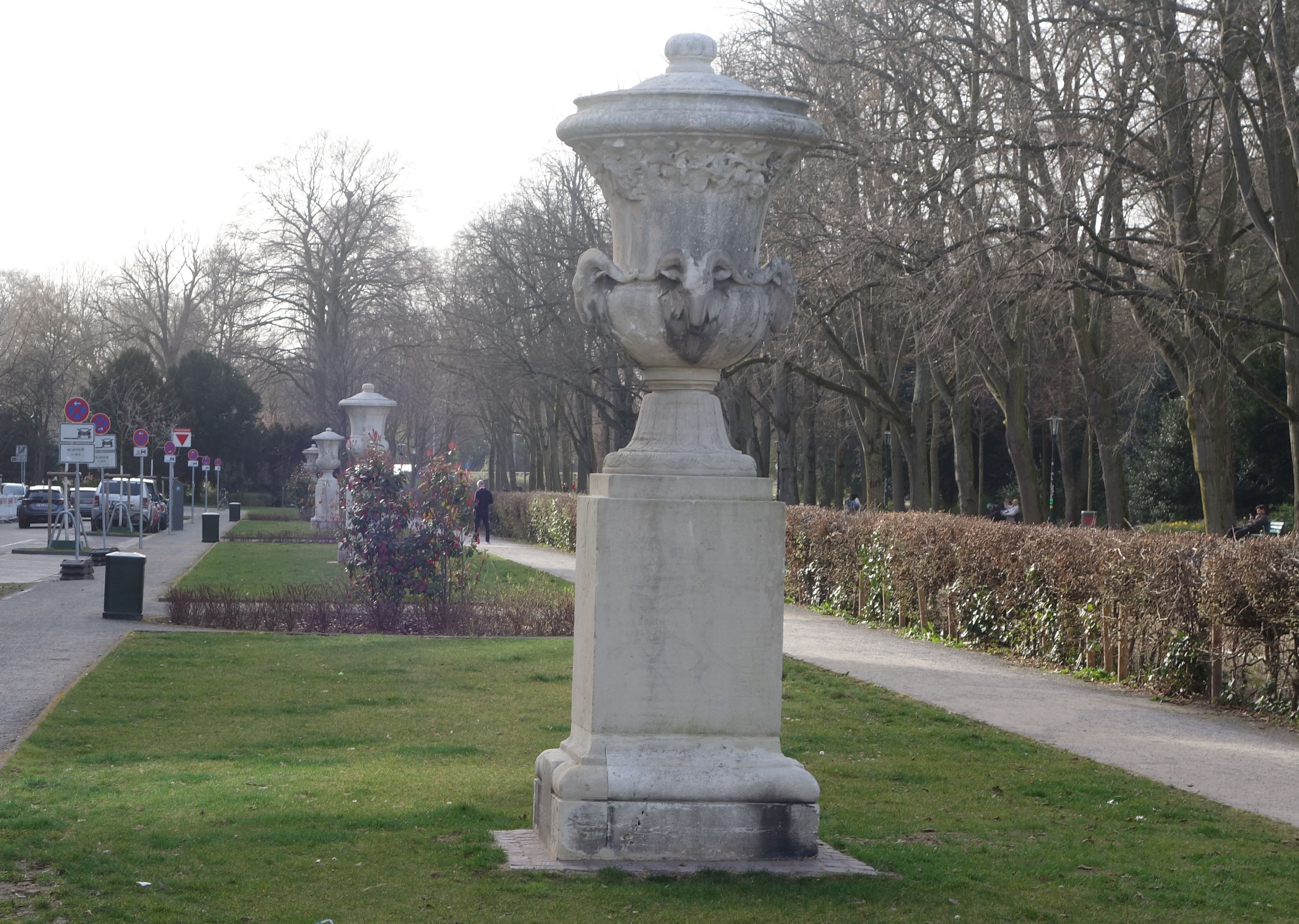
Restaurierte Schmuckvasen (2025)

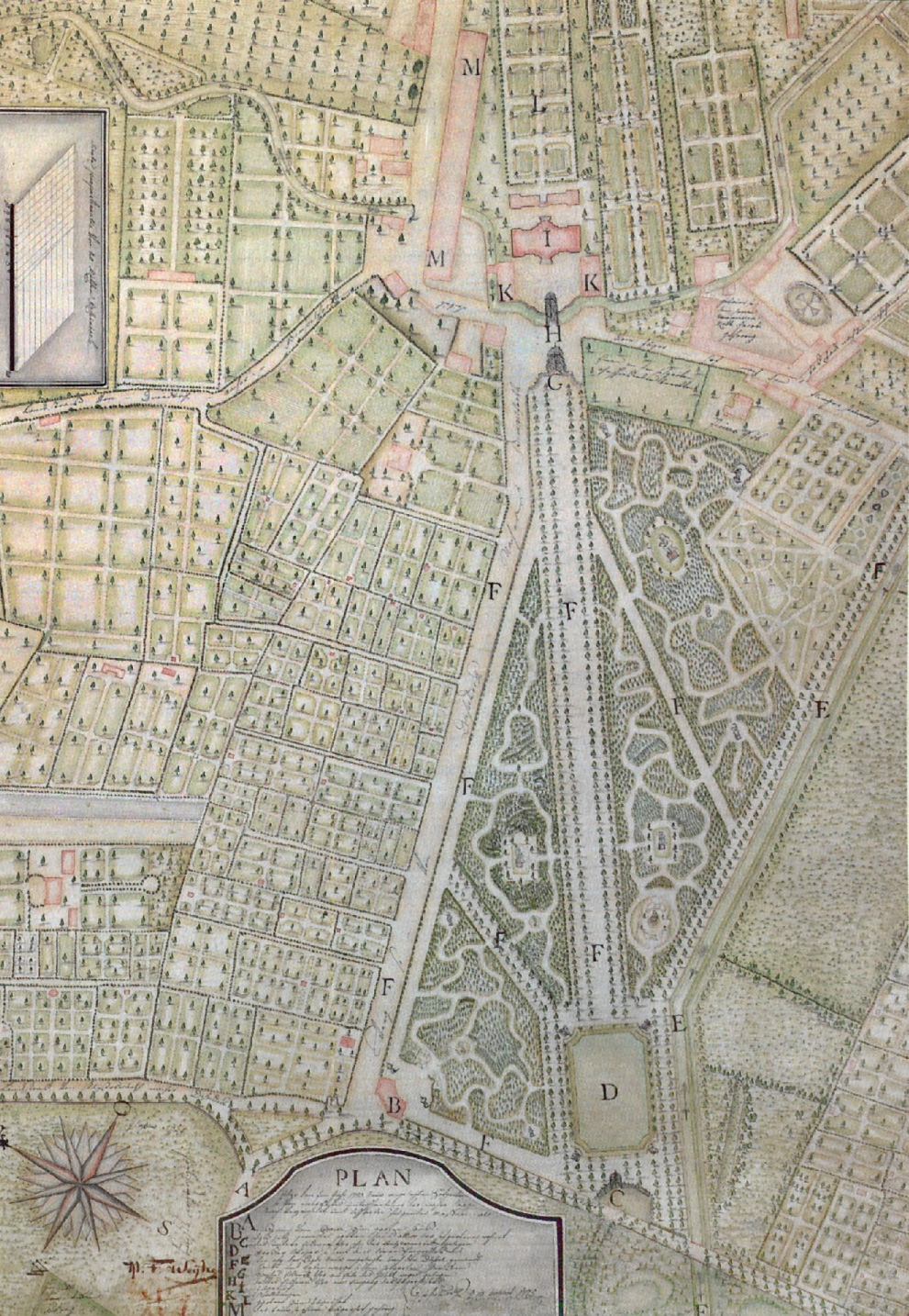
Plan des Hofgartens, 1775 mit Schloss Jägerhof (I) als Point de vue der Hauptachse des Hofgartens (F) und Lindenallee (E)
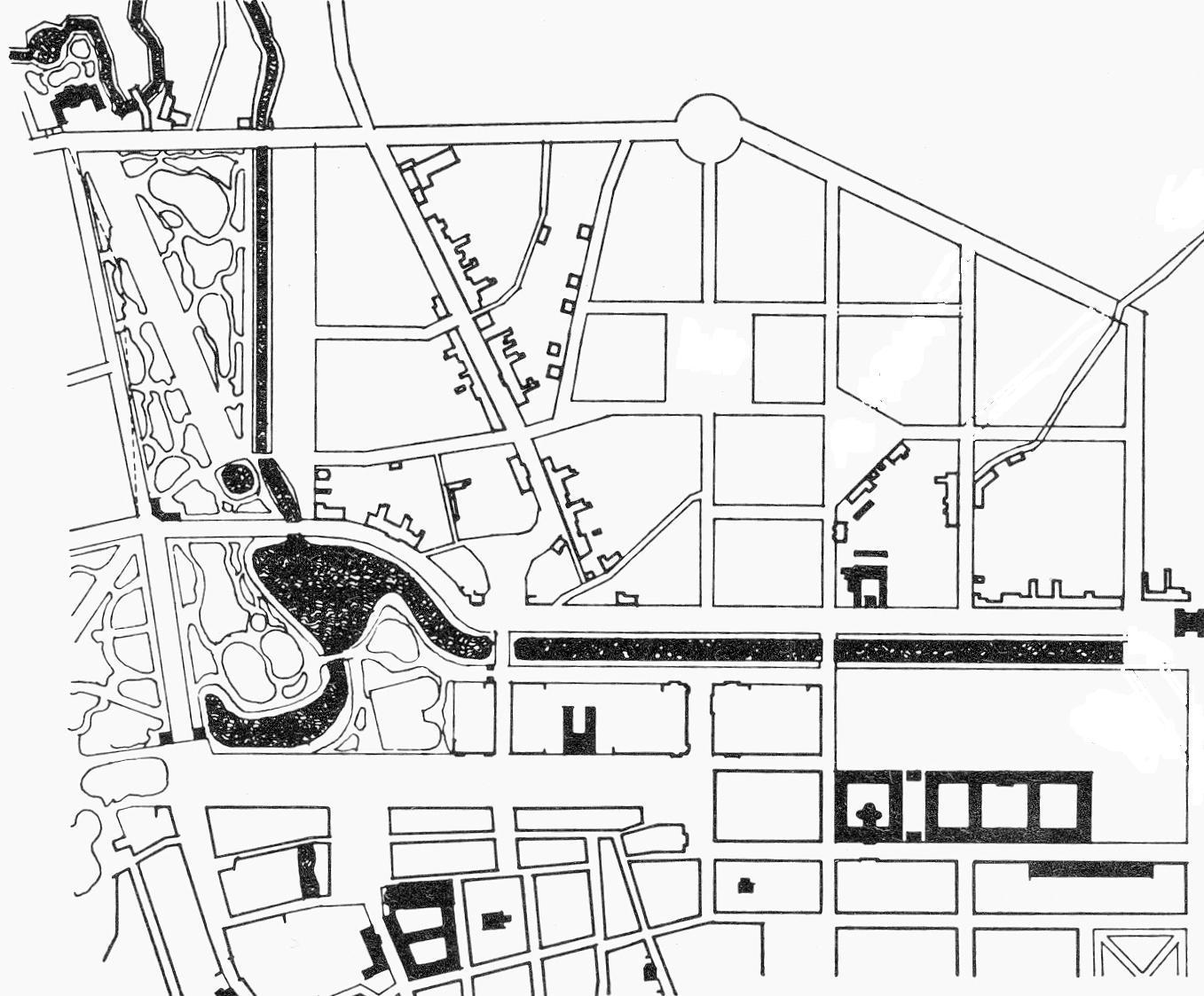
Schnitzlers Stadterweiterungsplan östlich der heutigen Königsallee, 1841
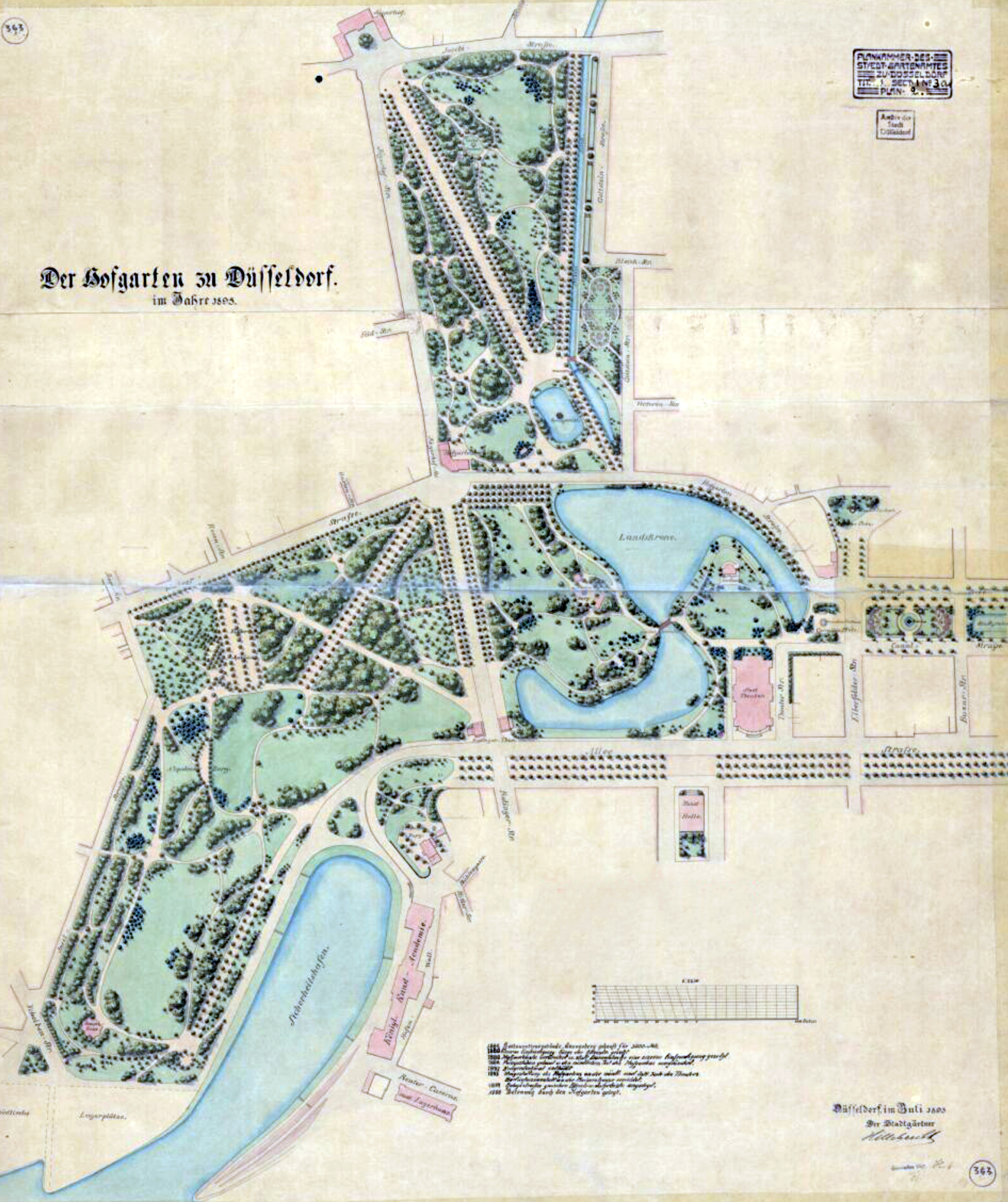
Hofgarten um 1895, oben rechts Goltsteinstraße am Düsselkanal

Außerhalb der Festungsmauern Düsseldorfs, im Osten der Stadt, hatte sich im Laufe des 16. Jahrhunderts eine reiche Gartenlandschaft entwickelt. In Pempelfort, das bereits mit der Stadterhebung 1288 als Außenbürgschaft der Stadt zugefallen war, lagen die Ländereien und Höfe der Herzöge, die sich dort Zier- und Nutzgärten anlegen ließen.
Karl Theodor zu Pfalz-Sulzbach, seit 1742 Kurfürst der Herzogtümer Jülich und Berg, erließ auf Anregung seines Statthalters in Düsseldorf, Reichsgraf Johann Ludwig Franz von Goltstein, zahlreiche Anordnungen, um die Situation in der Stadt zu verbessern. Es war ohnehin beabsichtigt, das 1765 fertiggestellte Schloss Jägerhof (heute Goethe-Museum), den Sitz des Oberjägermeisters, durch eine Allee mit der Stadt zu verbinden. Das Hofgartengelände, von der Düssel durchflossen, reichte damals von Schloss Jägerhof bis zur Bastion Landskrone und endete dort in einem versumpften Teich. 1769 ließ Johann Ludwig Franz von Goltstein, seit 1768 Statthalter zu Düsseldorf, den östlichen Teil des alten Hofgarten anlegen und die von Düsseldorf ausgehenden Landstraßen erbauen.
Der kurpfälzische Gartendirektor Nicolas de Pigage wurde zunächst beauftragt, die Residenzstadt durch eine öffentliche Promenade zu verschönern, zu welchem Zwecke der alte Hofgarten zwischen dem Ratinger Tor und dem Schloss Jägerhof verwendet werden sollte. 1769 begannen die Umbauarbeiten. Um die Pläne umzusetzen, gemäß derer der Hofgarten auf der südlichen Seite in gerader Linie nach dem großen Weiher abschließen sollte, mussten Teile der Wiesen an der Düssel (heute Bleichstraße/Goltsteinstraße) erworben werden. Die Düssel wurde kanalisiert und an den südlichen Rand des Areals verlegt. Zum Herbst 1770 war der Düsselkanal an der heutigen Goltsteinstraße fertiggestellt. Hecken wurden gepflanzt und eine breite dreistrahlige, lindenbestandene Allee angelegt, mit klarer Sichtachse, die von Schloss Jägerhof bis zum Teich führte. Seitlich zweigten zwei Achsen spitzwinklig ab und bildeten so mit der Hauptachse eine Pate d’Oie, die Figur eines Gänsefußes. Die nördliche Abzweigung bildete später die Jägerhofstraße.
Pempelfort war noch ein Gebiet, das für sich und außerhalb der alten Festung lag. Während der Koalitionskriege wurde die Stadt 1796 von französischen Truppen besetzt, die im Hofgarten Schanzen anlegten und ihn dabei fast vollständig zerstörten. Ab 1802 wurde infolge der Bestimmungen des Friedens von Lunéville mit der Schleifung der Befestigungsanlagen begonnen. Anschließend wurden weite Teile des Neuen Hofgartens, eine „Allee außerhalb der Stadt“, auch Pempelforter Promenade genannt, und die „Hofgartenstraße“ angelegt. 1804 wurde der älteste Teil des Hofgartens durch Maximilian Friedrich Weyhe umgestaltet. Dieser Teil ist bis heute fast gänzlich in seiner Form erhalten. Bei dieser Umgestaltung wurde insbesondere die südliche Achse der Pate d’Oie nach dem Konzept des englischen Landschaftsgartens überformt.
Das Gebiet zwischen der Düssel an der Goltsteinstraße und dem Flingersteinweg, heute Schadowstraße, wurde früher größtenteils zum Bleichen genutzt. An der Düssel entlang lag ein Fasanengarten und die Wiesen der Hofkämmerer Beuth und Fran[c]ken.
1832 erwarb der Bauunternehmer und Architekt Anton Schnitzler, Schüler von Vagedes, mehrere Grundstücke der Wiese des Gerichtsschreibers Francken, dem Überbleibsel der Bleiche an der Düssel (heute Bleichstraße / Goltsteinstraße) und schuf 1841 dort einen Häuserblock, welcher dann später zur Goltsteinstraße wurde. Auch baute er an der Ecke der Victoriastraße das 1833 fertiggestellte Badehaus „Friedrichsbad“. Eine Anzeige im Düsseldorfer Kreisblatt von 1846 lautete: „Zwei Gärten sind zu verpachten. Der eine, gränzend an Hansen's Garten und mit der dazugehörigen Bleiche an die Düssel und Seufzerallee, 1 Morgen 76 Ruthen groß und enthält Wohn- nebst Gartenhaus. Der andere an der Pfannenschoppenstraße […].“ Die Victoriastraße existiert heute nicht mehr. Das „Friedrichsbad“ stände genau auf der nördlichen Ecke des Dreischeibenhochhauses. Die Erweiterung der bebauten Flächen hin zur Jacobistraße erfolgten nach 1850 und ab 1860 wurden Gelder für den Ausbau der Goltsteinstraße zur Verfügung gestellt.
Entlang der Goltsteinstraße entstanden großbürgerliche Häuser. Zu dieser Zeit, Mitte des 19. Jahrhunderts, gehörte die Goltstein-, die Jacobi-, die Jägerhof- sowie die umliegenden Straßen zu den bevorzugten Adressen der bürgerlichen Führungsschicht Düsseldorfs sowie zahlreicher Künstler. In einigen Häusern wurde zur Nordseite hin Ateliers eingebaut, in welchen hinter von Innen verspiegelten Scheiben, Maler der Düsseldorfer Malerschule arbeiten und lebten. Der Maler Paul Klee hatte eine Weile ein möbliertes Zimmer auf der Goltsteinstraße, als er Anfang der 1930er Jahre Professor der Kunstakademie Düsseldorf war.

## Bebauung

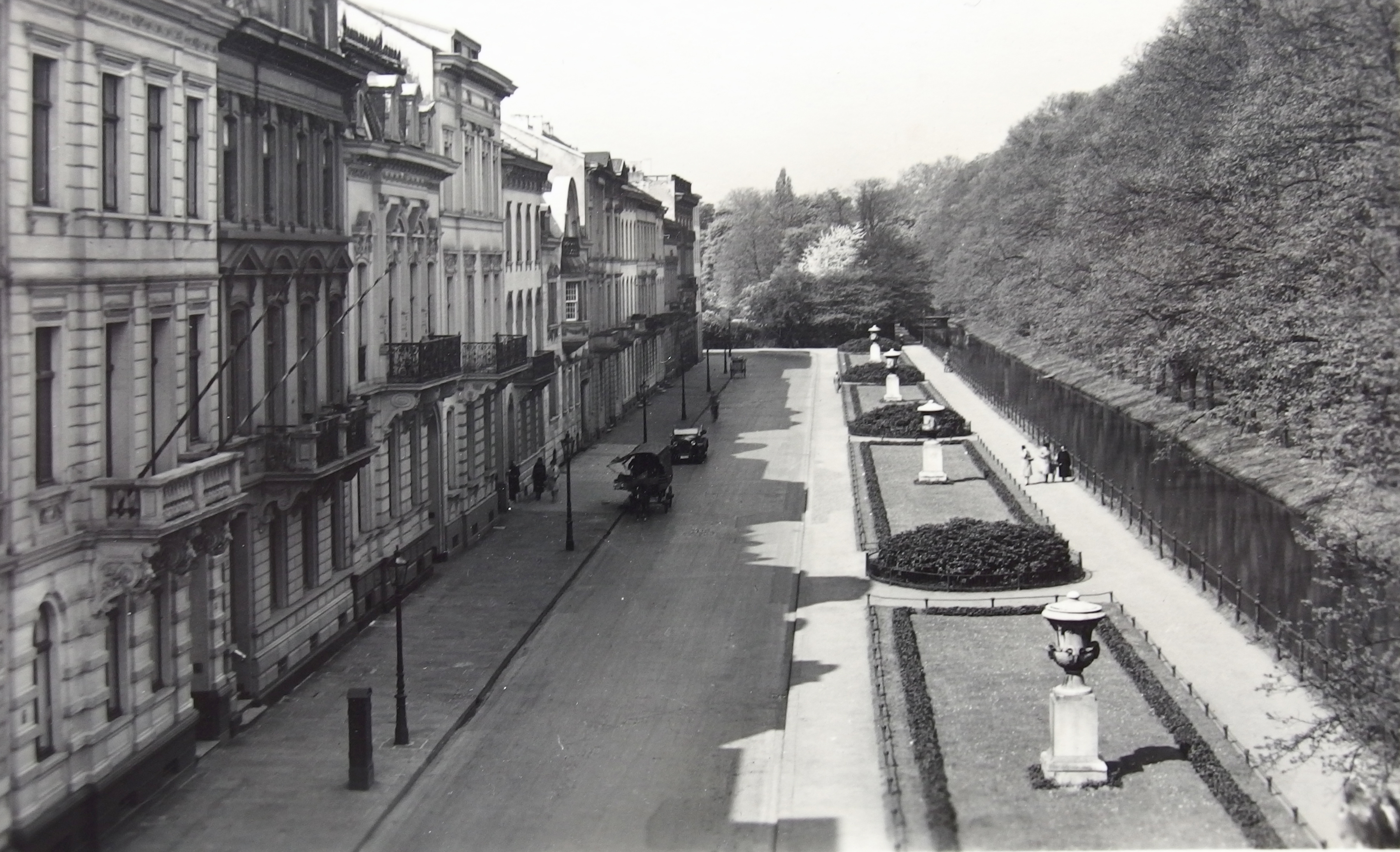
Goltsteinstraße in Blickrichtung Bleichstraße, um 1925

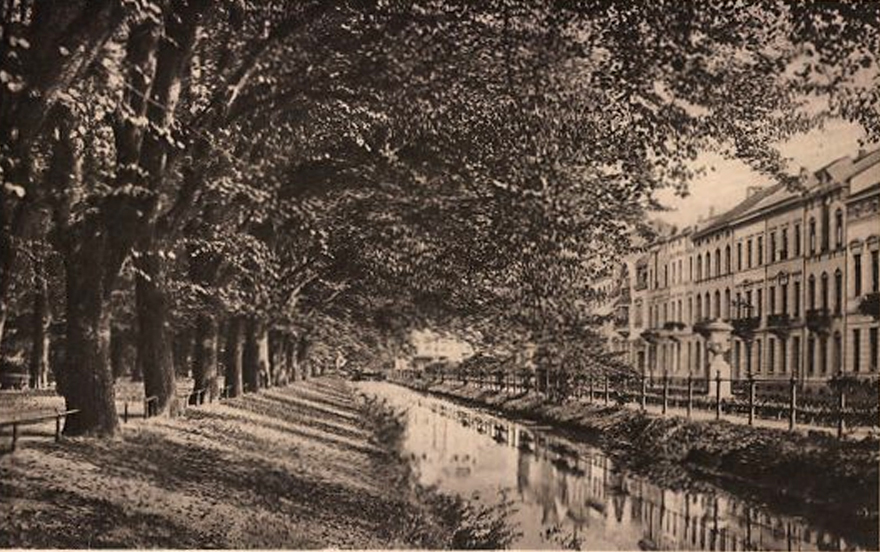
Seufzerallee mit Düsselkanal und Goltsteinstraße in Blickrichtung Jacobistraße, um 1920

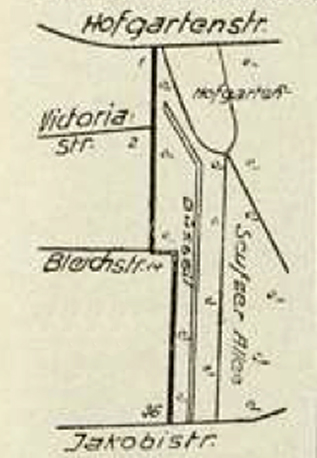
Orientierungsplan zu Goltsteinstraße mit Lage, Seitenstraßen und Anordnung der Hausnummerierung von 1 bis 30, aus dem Adressbuch Düsseldorf, um 1900

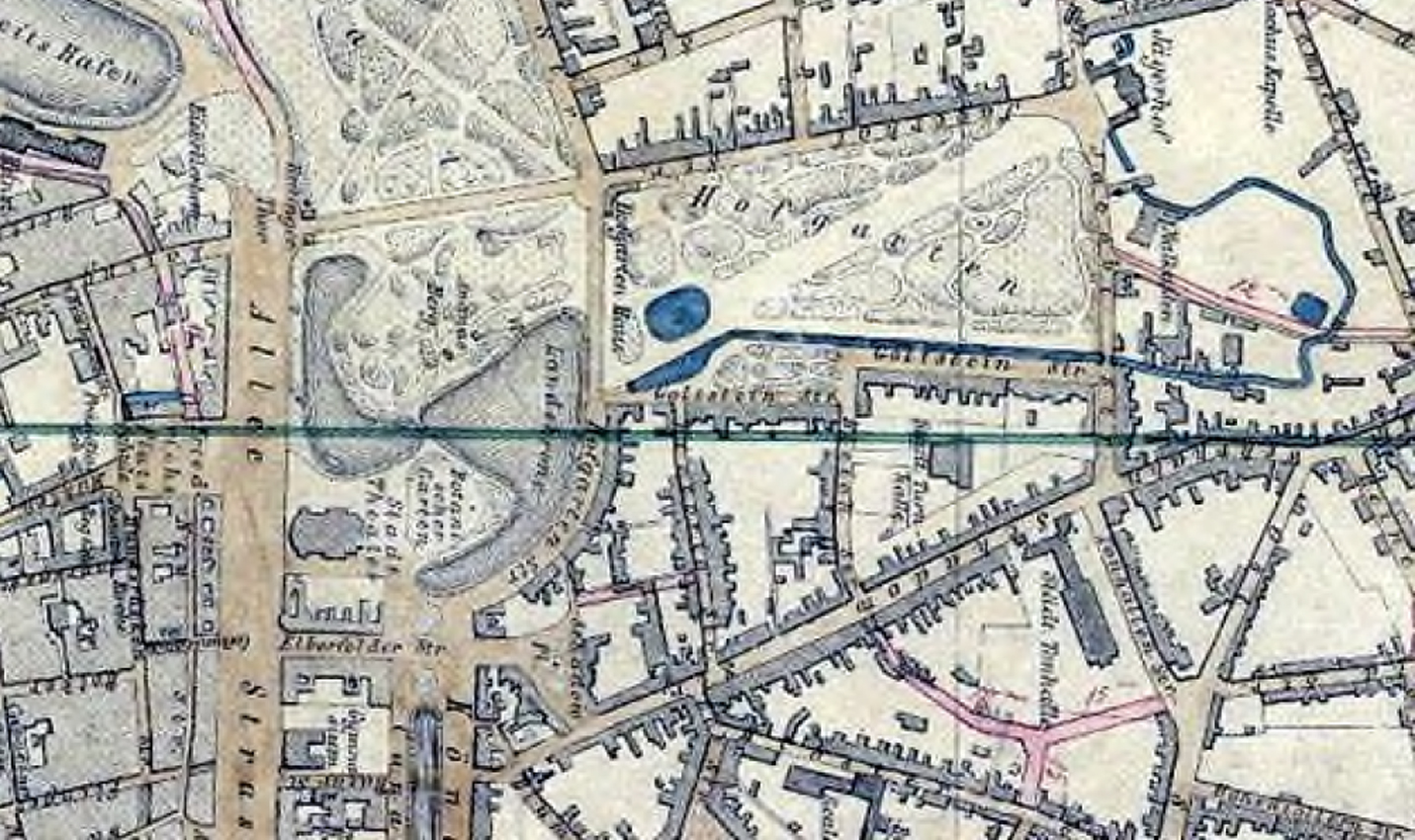
Ausschnitt aus dem Stadtplan um 1874

Die Goltsteinstraße ist ausschließlich auf der südlichen Straßenseite mit Blick auf den Hofgarten bebaut. Viele der großbürgerliche Häuser des 19. Jahrhunderts wurden im Zweiten Weltkrieg, insbesondere 1944 durch Brandbomben, zerstört. Einige Wohnhäuser sind noch erhalten und stehen unter Denkmalschutz.
1865 hatte die Straße 107 Einwohner und noch viele unbebaute Grundstücke; 1882 waren es schon 221 Einwohner mit 30 Häusern.
Die Goltsteinstraße verlief zu der Zeit von der Hofgartenstraße, an deren Anfang das Friedrichsbad, Goltsteinstraße Nr. 1. Zwischen dem Badehaus und Haus Nr. 2 lag die Victoriastraße (nicht mehr existent). Von der Victoriastraße führte die Logengasse zum Kälbermarkt (heute Schadowplatz), an welcher sich die Johannisloge der Düsseldorfer Freimaurer „Die drei Verbündeten“ seit 1806 traf. Zwischen dem Haus Nr. 13 und 14 lag die Bleichstraße. Eine Wiese zwischen Logengasse und Bleichstrasse gehörte einem Konditor, der hier neben seiner Konditorei einen Tanzsaal betrieb. Auf dem Eckgrundstück in der Hofgartenstraße 1, dort wo das Friedrichsbad lag, ließ Franz Haniel 1892 nach Entwürfen der Berliner Architekten Kayser & von Großheim ein zweistöckiges Wohnhaus errichten. Die Wohnhäuser dieses Teils der Straße, heute entlang der Rückseite des Schauspielhauses, sind nicht mehr vorhanden. 1958 fiel die Wahl für den Standort des Düsseldorfer Schauspielhaus auf ein Trümmergrundstück an der Goltsteinstraße/Bleichstraße, welches dort zwischen 1965 und 1969 nach den Plänen des Düsseldorfer Architekten Bernhard Pfau errichtet wurde. Weitere zahlreiche Häuserblocks zwischen Hofgartenstraße und Bleichstraße bis hin zum Martin-Luther-Platz mussten mit dem Bau des Jan-Wellem-Platz und der Hochstraße, dem sogenannten Tausendfüßler, im Rahmen der umfangreichen Umbaumaßnahmen in der Innenstadt (1954–1962), weichen und verschwanden ganz vom Stadtplan, bis auf die so genannte Anlage der „Goltsteinparterre“.
Von der historischen Bebauung auf der Goltsteinstraße sind nur noch wenige Gebäude erhalten, darunter:
- Goltsteinstraße 15/16, Architekt Max Wöhler bei Kayser & von Großheim, Bj. 1899, Neurenaissance A 251
- Goltsteinstraße 18, Architekt Josef Krons, Bj. 1864, Spätklassizismus A 252
- Goltsteinstraße 19, Architekt Josef Krons, Bj. 1864, Spätklassizismus A 253
- Goltsteinstraße 20, Architekt Josef Krons, Bj. 1864, Spätklassizismus A 302
- Goltsteinstraße 24–25, Architekt Max Wöhler bei Kayser & von Großheim, Bj. 1906 A 285

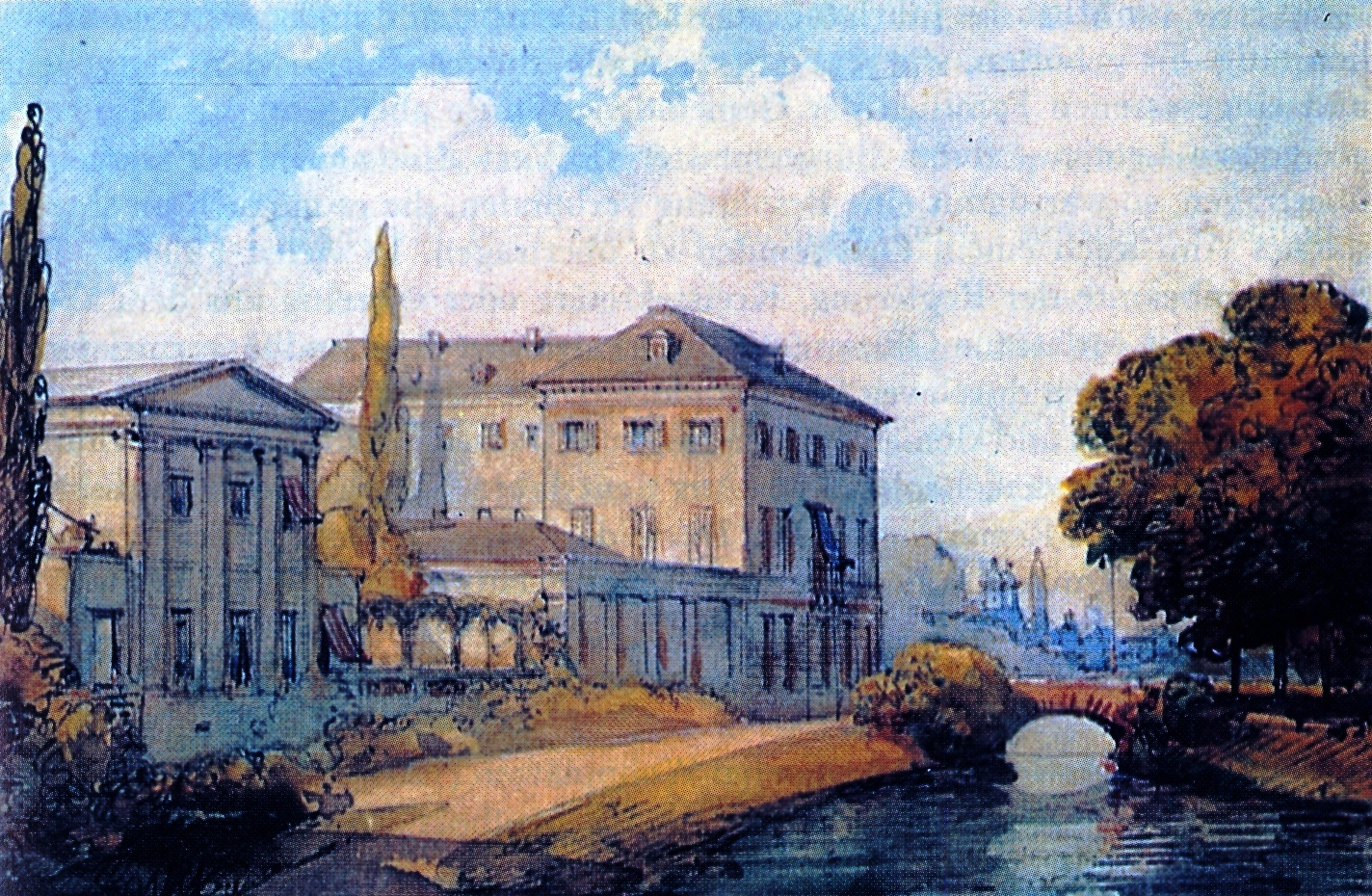
Spätere Goltsteinstraße um 1840, links das Friedrichsbad, dahinter das Palais des Grafen von der Groeben, Gemälde von Caspar Scheuren
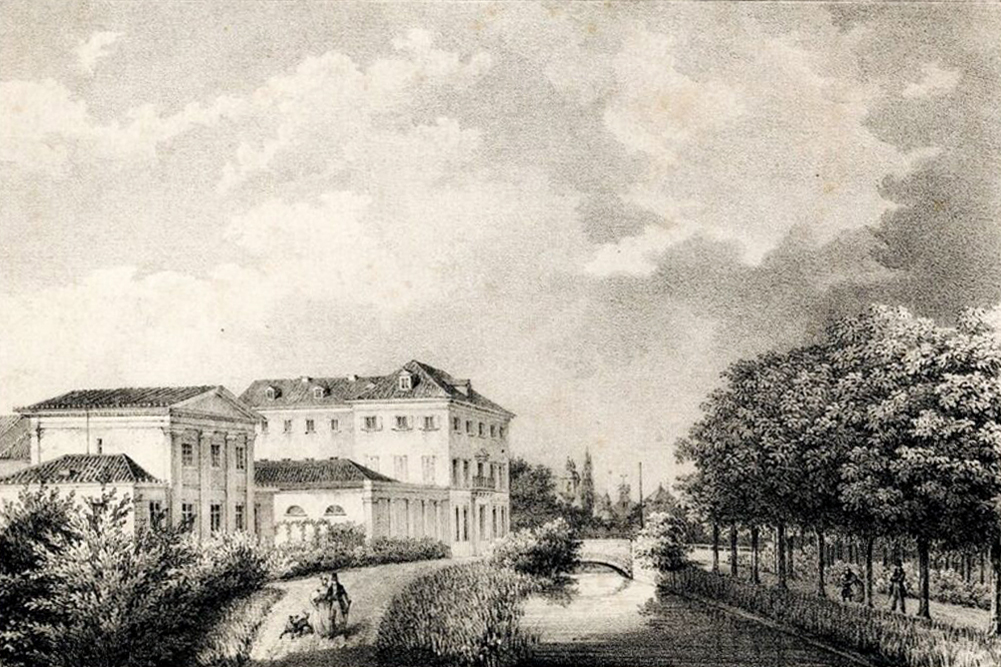
Friedrichsbad Düsseldorf an der Düssel, rechts die Seufzerallee (Sammlung Museum Kurhaus Kleve)
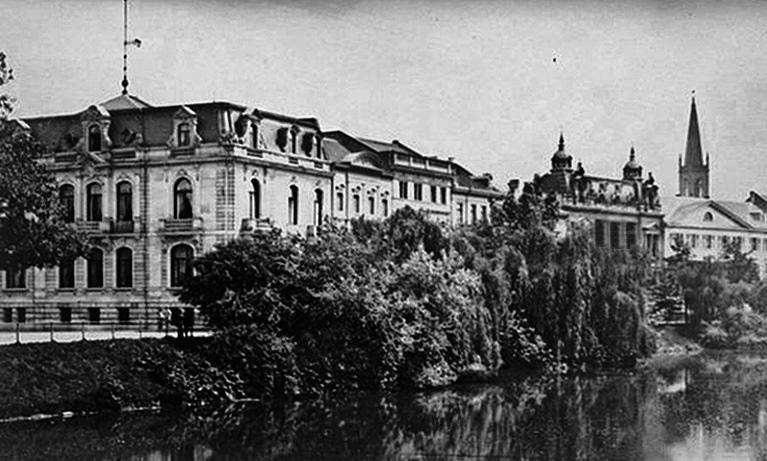
Wohnhaus Franz Haniel, Ecke Hofgarten- und Goltsteinstraße an der Landskrone, 1909
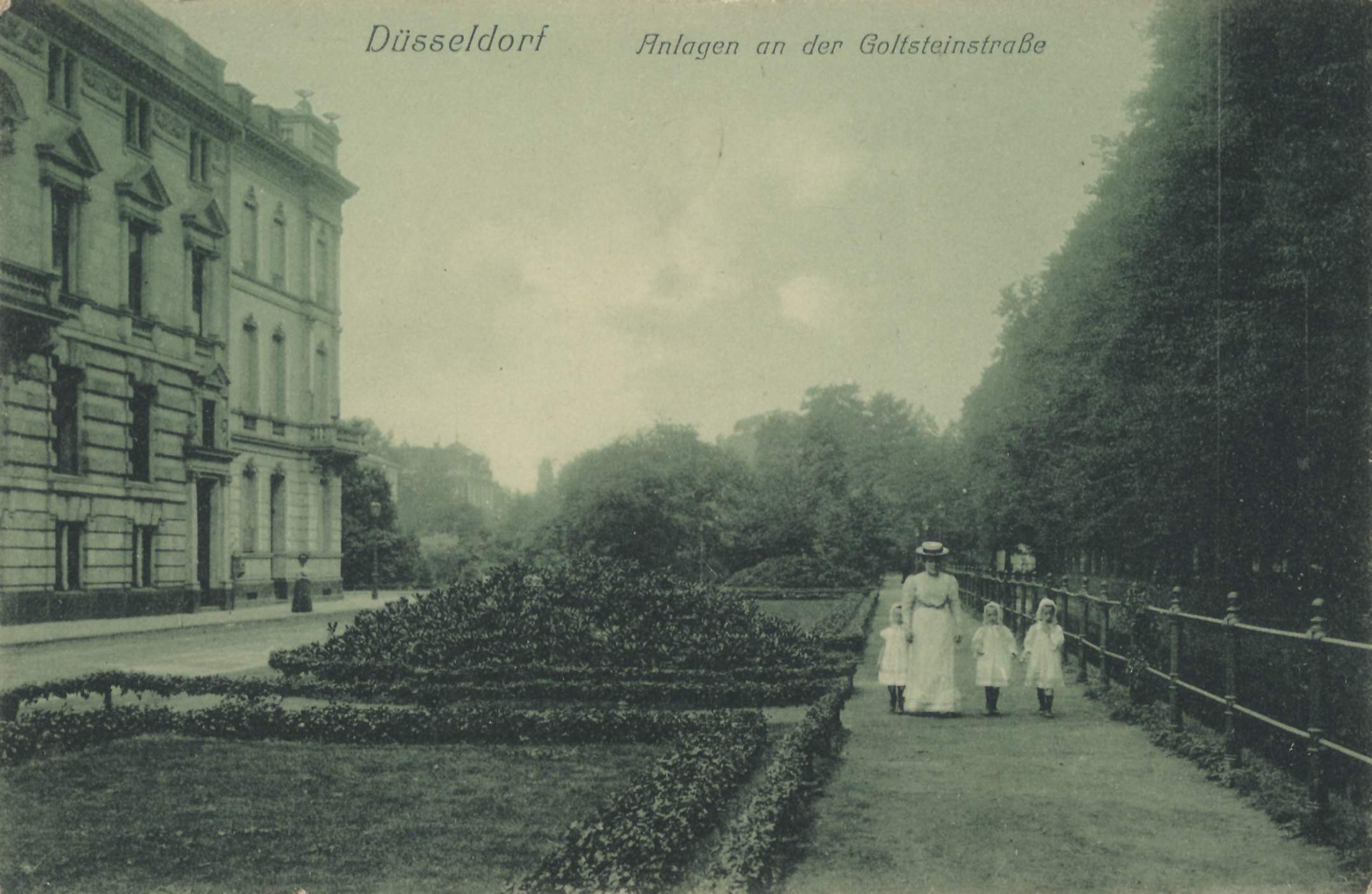
Anlagen an der Goltsteinstraße, Ecke Bleichstraße, um 1900
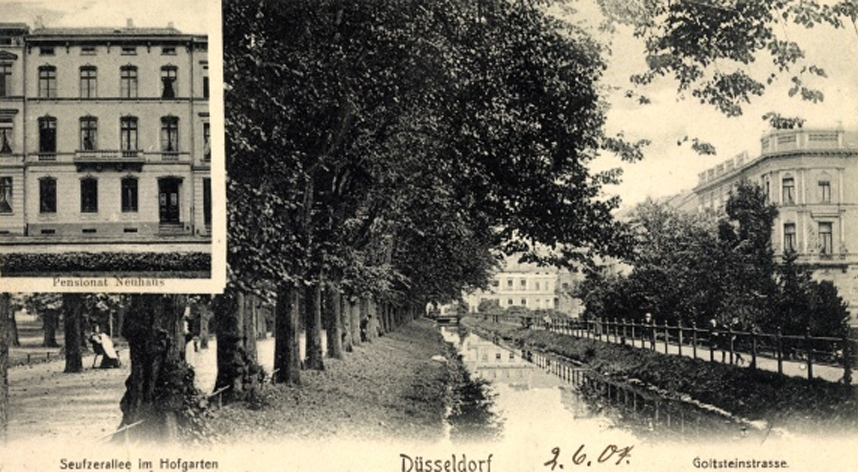
Goltsteinstraße Nr. 21 mit Schulpensionat Neuhaus, 1907

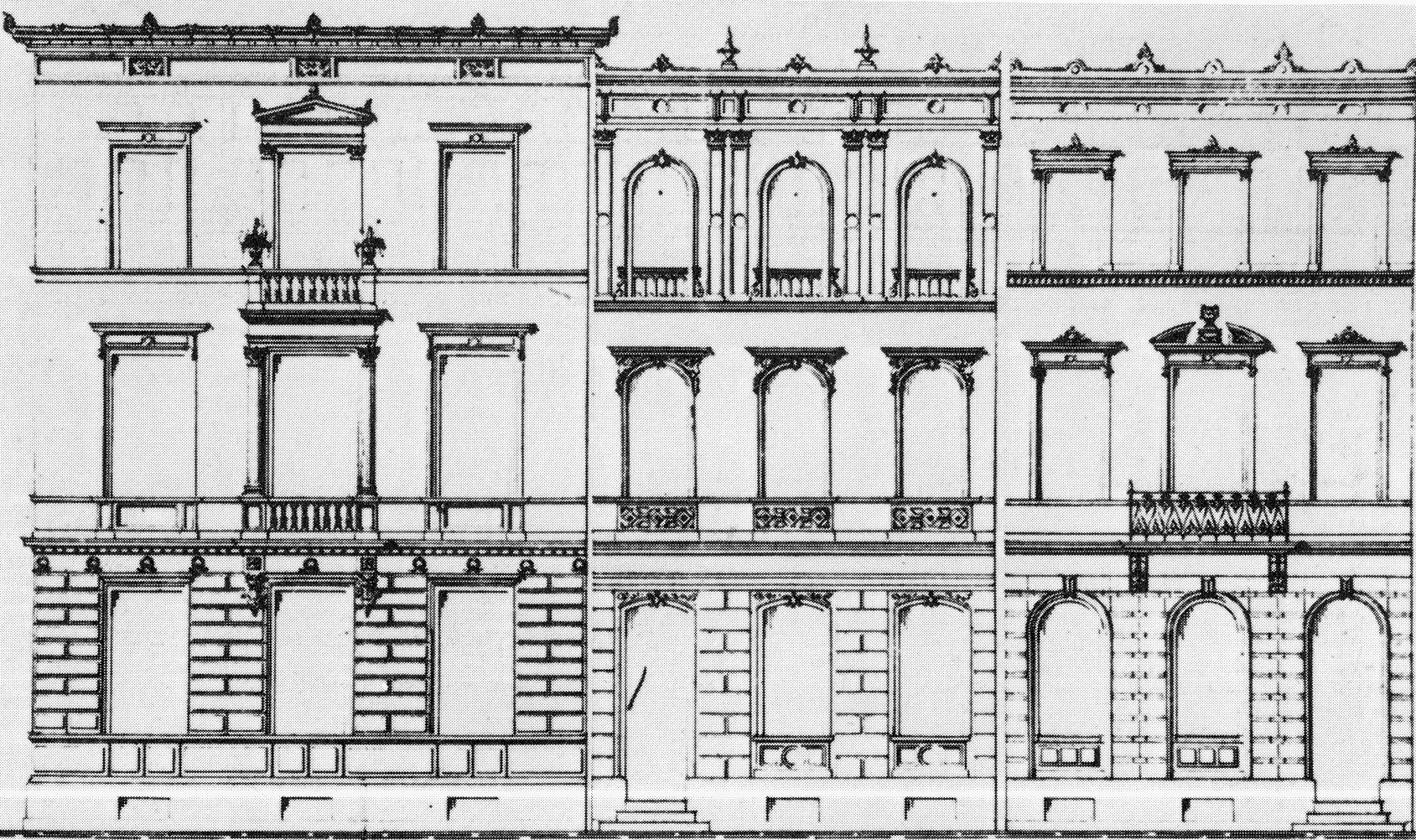
Eingabeplan Schnitzlers zu Fassaden Goltsteinstraße Nr. 11/12, 1862/1863
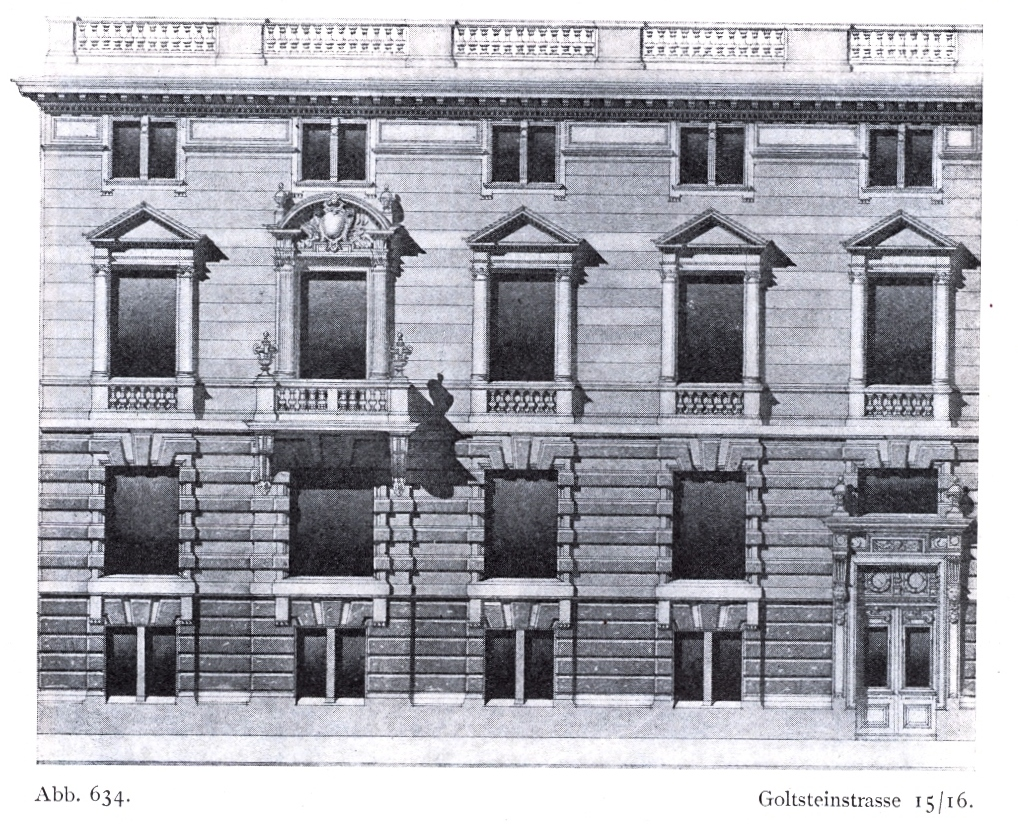
Goltsteinstraße Nr. 15/16, erbaut 1899
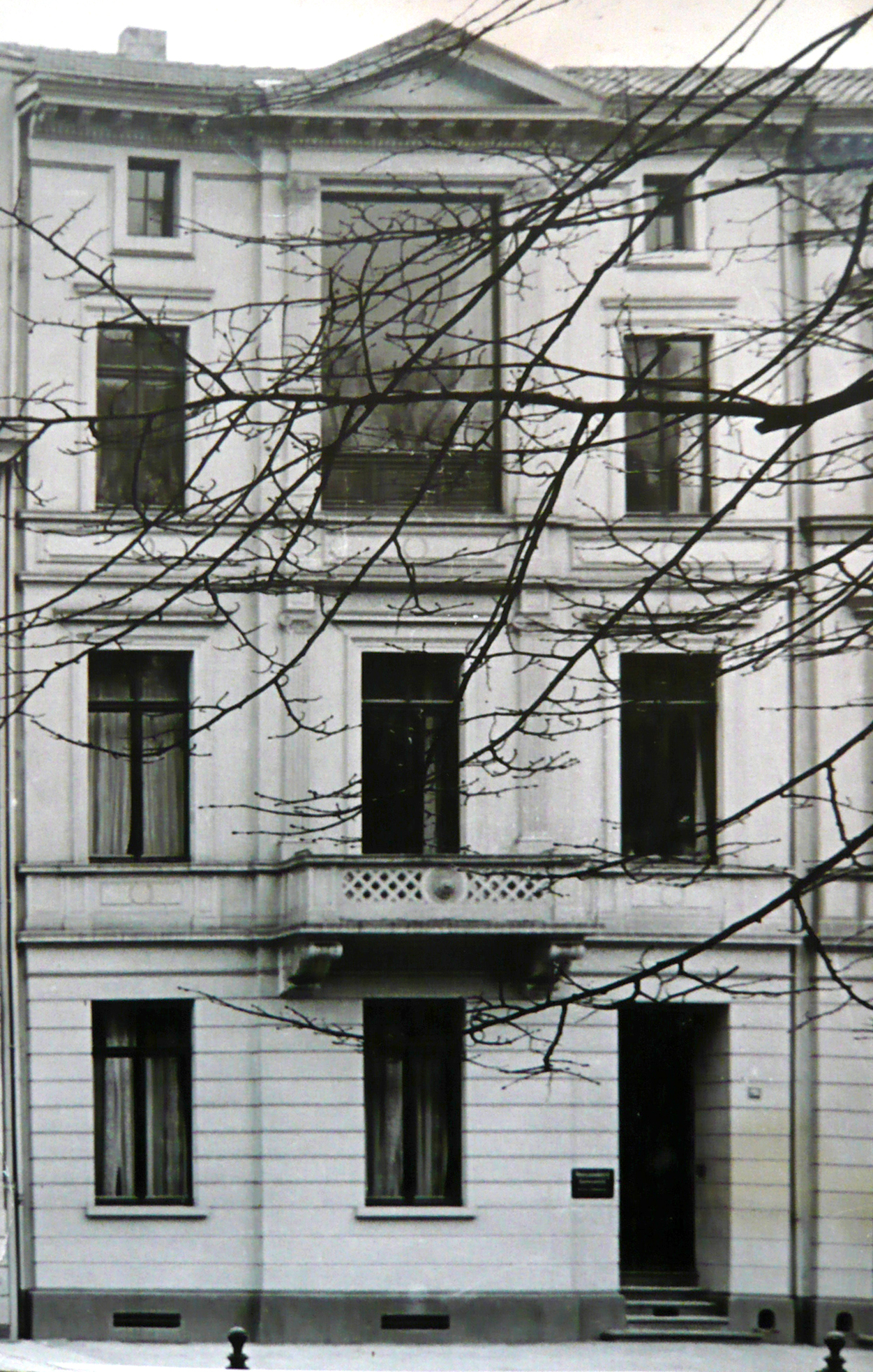
Goltsteinstraße Nr. 23 mit Atelier-Fenster, um 1900
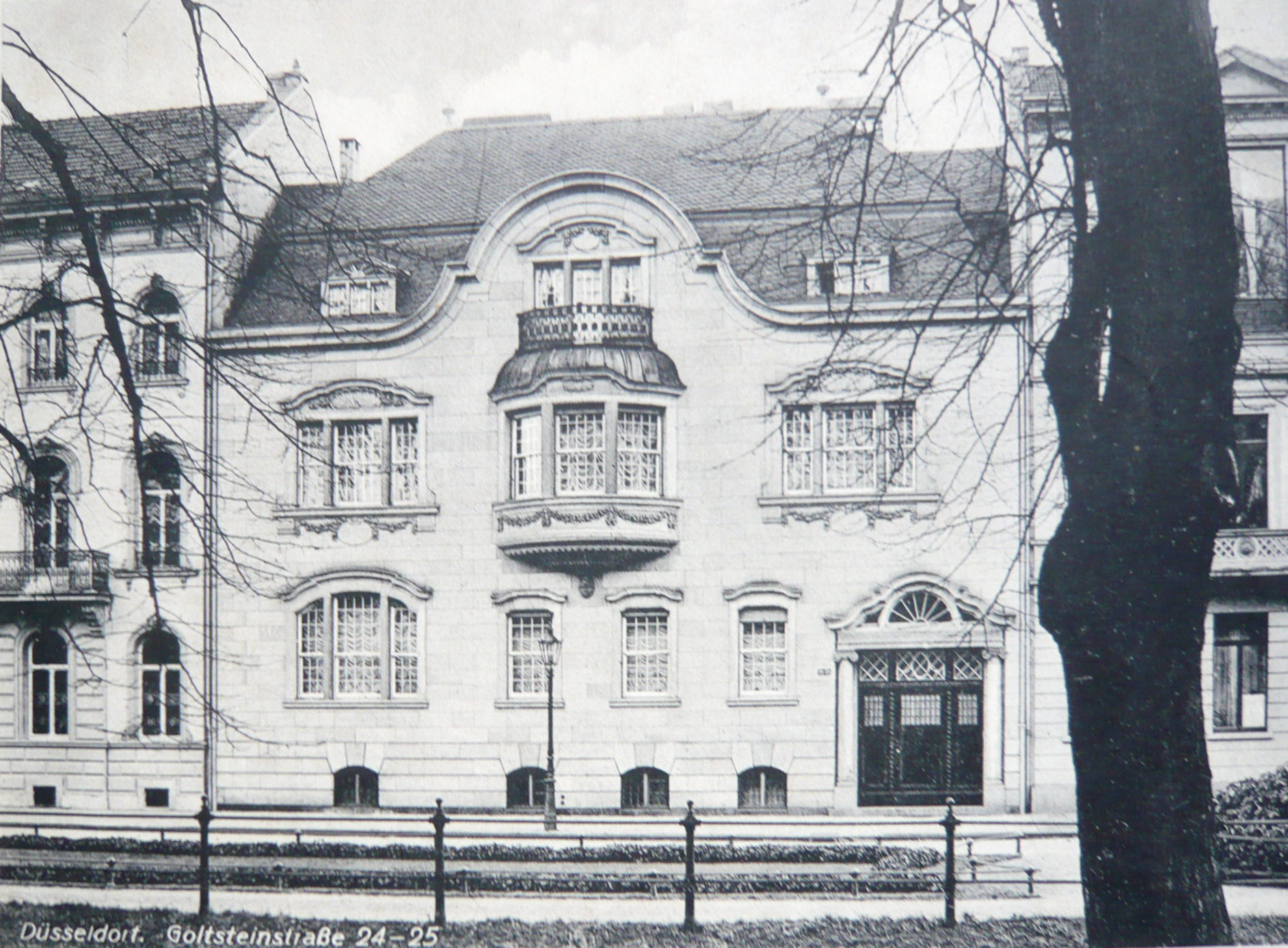
Goltsteinstraße Nr. 24 und 25, Postkarte um 1920

## Goltsteinparterre und Schmuckanlage
Entlang der häuserfreien Seite der Goltsteinstraße haben bis heute im Wesentlichen die Anlagen des Stadtgärtners Heinrich Hillebrecht, seit 1906 unter der Leitung des Gartendirektors Walter von Engelhardt, überdauert. Dazu gehören das Goltsteinparterre (auf der Rückseite des Schauspielhauses) im Hofgarten und eine langgestreckte Schmuckanlage zwischen der Goltsteinstraße und Düssel. Die Schmuckanlage, die aus einem Rasenstreifen mit Zierbeeten, Sträuchern und Wegen besteht, wird seit 1910 beherrscht von vier großen barocken Schmuckvasen aus französischem Sandstein, Kopien von Steinvasen aus dem Park von Schloss Versailles, die der Maler Georg Oeder stiftete und der Bildhauer Joseph Hammerschmidt schuf.
An den Enden des Goltsteinparterres sind zwei Denkmäler aufgestellt, die Bronzeskulptur des Dichters Karl Immermann von Clemens Buscher und die Gustaf-Gründgens-Skulptur von Peter Rübsam aus weißem Marmor, welche Gründgens in seiner Rolle als Mephisto zeigt. Außerdem steht in diesem Parterre seit 1905 die weiße Marmorbank mit Katze des Bildhauers Rudolf Bosselt, die Peter Behrens zur Großen Gartenbau-Ausstellung am Rhein 1904 hat schaffen lassen und die der Maler Oeder der Stadt stiftete.

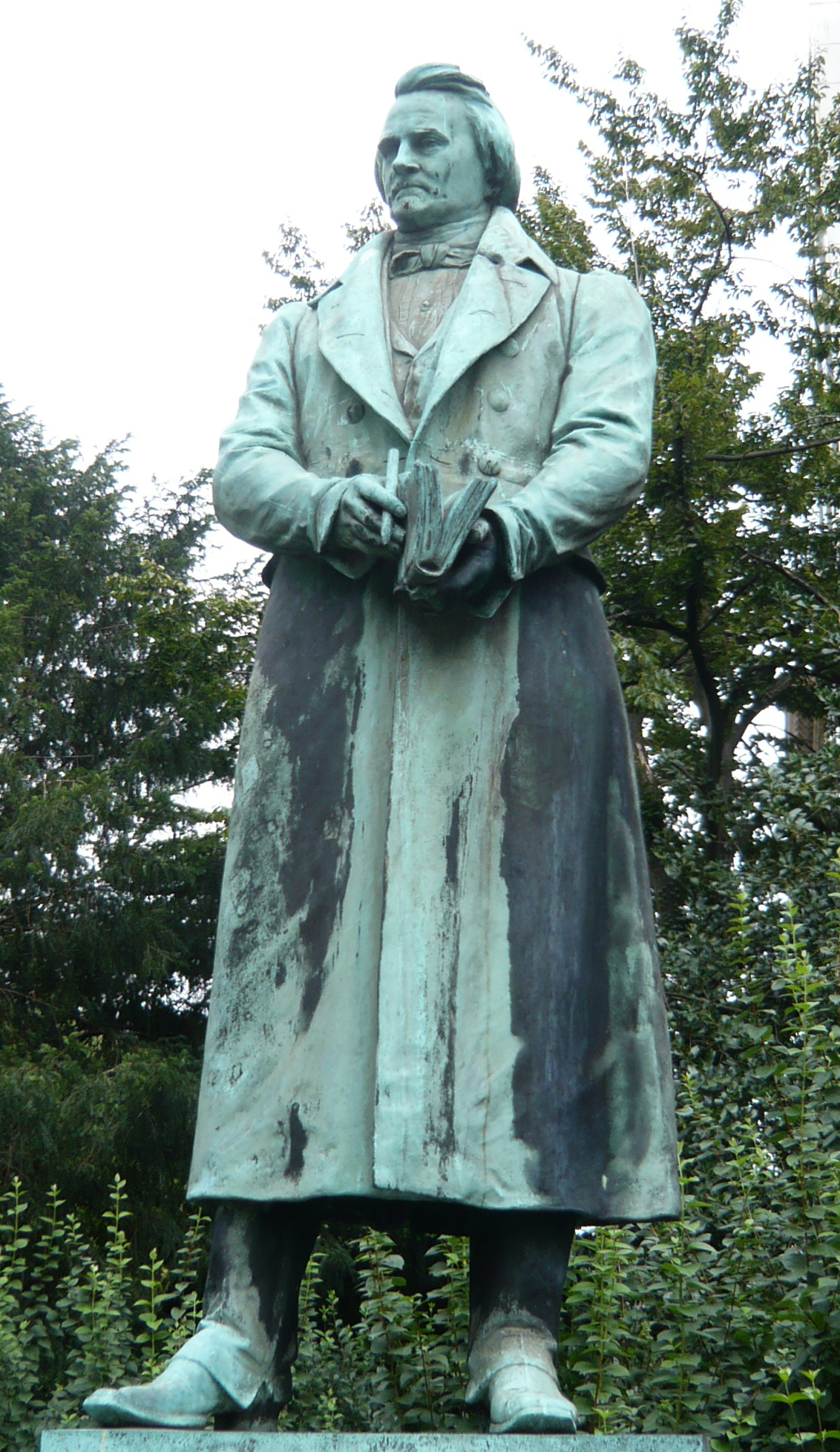
Statue Karl Leberecht Immermann (Clemens Buscher)
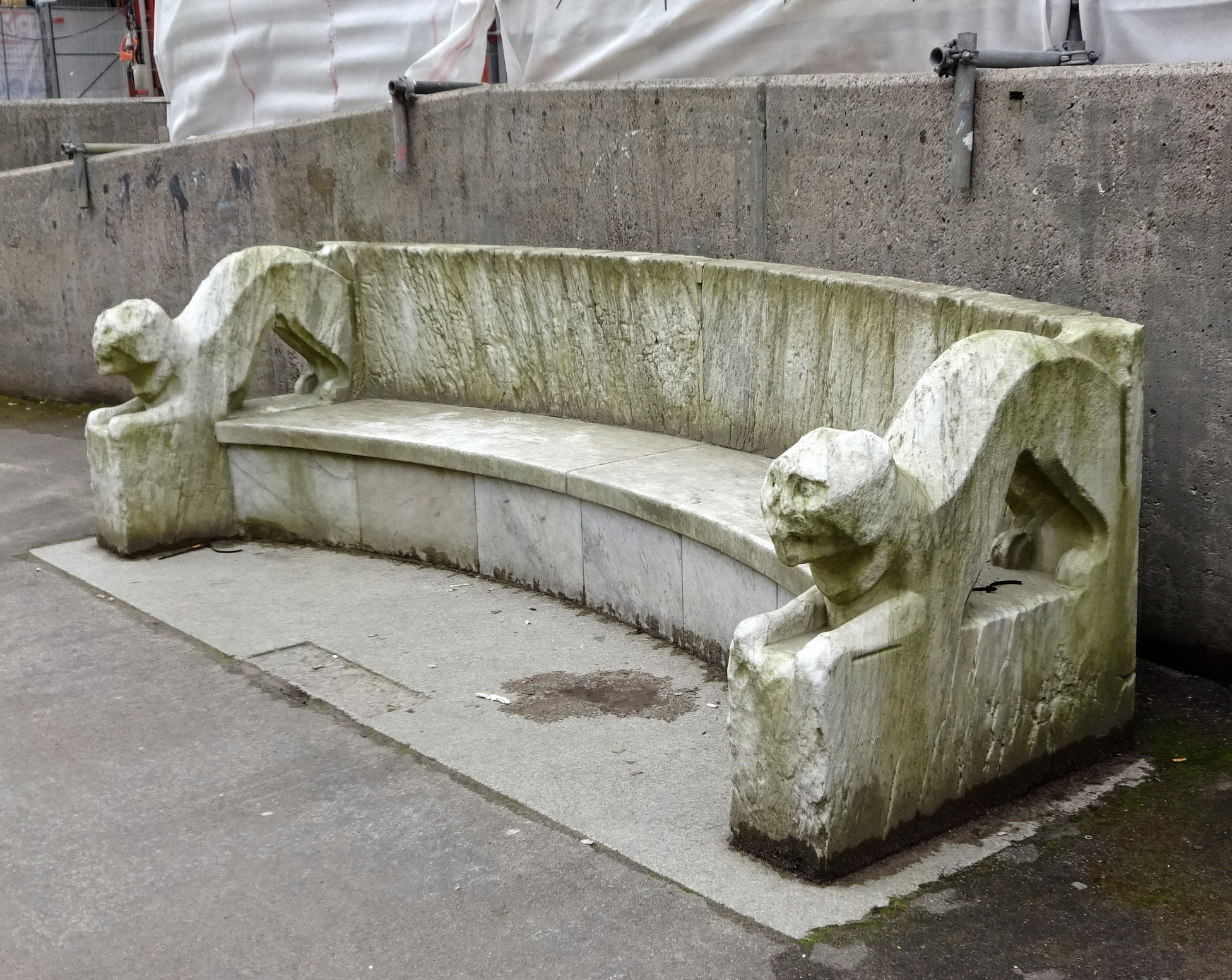
Marmorbank mit Katzen (Rudolf Bosselt)
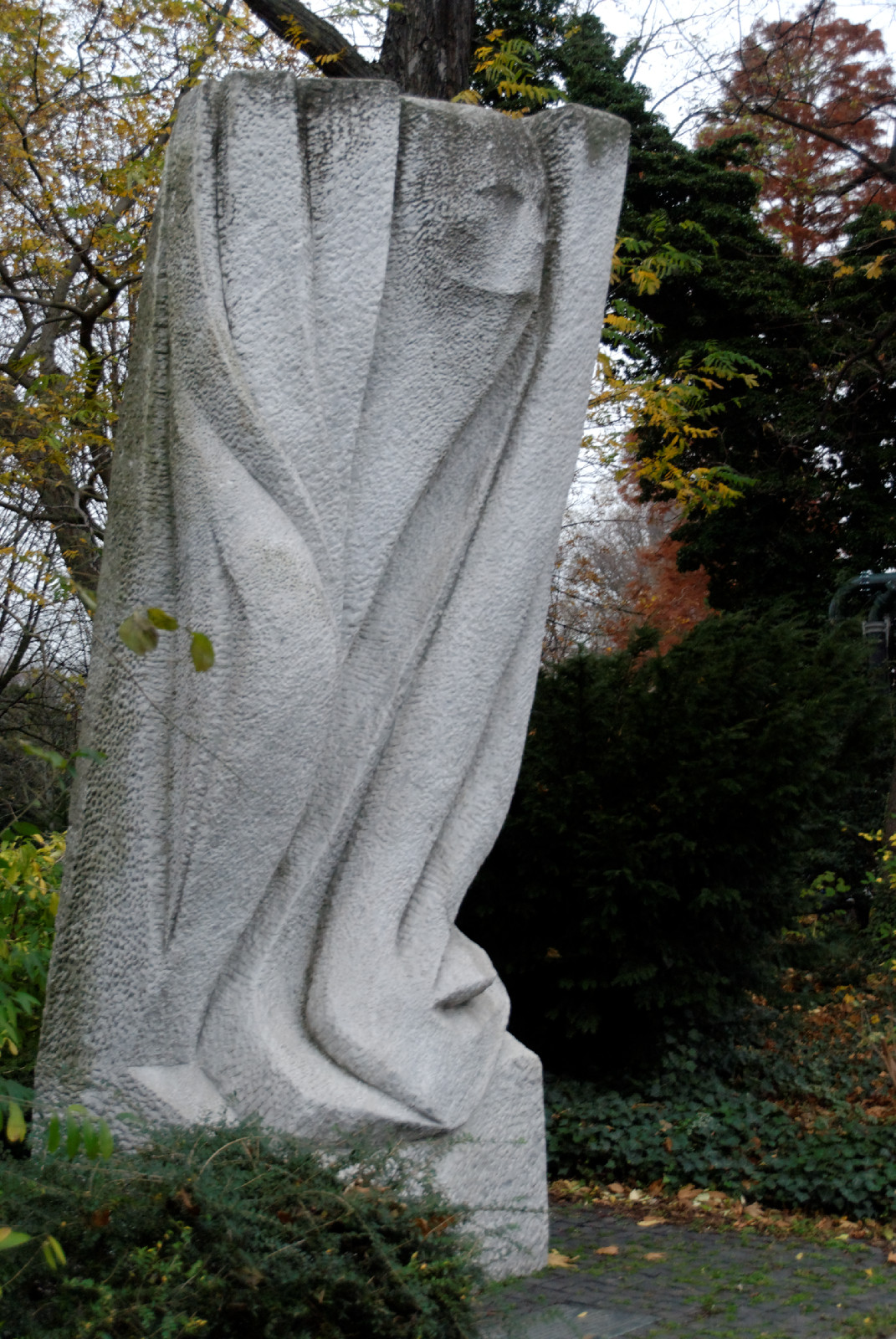
Statue für Gustaf Gründgens (Peter Rübsam)

## Bekannte Anwohner und Eigentümer (Auswahl)
- Goltsteinstraße Nr. 1: Palais des Grafen von der Groeben (in 1850 Anschrift Hofgartenstraße 171). An der Goltsteinstraße lag das Friedrichsbad, erbaut 1831. 1892 wurde das Wohnhaus Franz Haniel erbaut, der Eingang lag an der Hofgartenstraße Nr. 1, die breitere Fassade war dem Hofgarten auf der Goltsteinstraße zugewandt.
  - Querstraße: Victoriastraße (vormals Logengasse) – nicht mehr existent
- Haus Nr. 2: Lida und Eduard Bendemann, Maler und Direktor der Kunstakademie[23]; Friedhelm Haniel, Maler[24]
- Haus Nr. 3: Franz Haniel, Kommerzienrat und Unternehmer in der Montanindustrie; SD-Oberabschnitt West des Sicherheitsdienstes der SS von 1933 bis 1945
- Haus Nr. 7: Emil von Gahlen, Unternehmer
- Haus Nr. 8: Ludwig Hammers, Düsseldorfer Oberbürgermeister; Ferdinand Heye, Unternehmer und Kommerzienrat, Gründer der Gerresheimer Glashütte[25]
- Haus Nr. 9: Oswald Achenbach, Maler (kaufte im Oktober 1861 Bauplatz XIV und XV von der Stadt Düsseldorf); Benno von Achenbach, Begründer der Achenbach Fahrlehre im Pferdesport; Eigentümer nach 1925 Georg van Meeteren, Bankdirektor (Vater von Udo van Meeteren)[26][27]
- Haus Nr. 10: Richard Heimendahl, Fabrikant; Büro des Stab der 27. Infanteriebrigade unter Generalmajor Adolph Carl Julius von Dorpowski[28][29]; Witwe Alfred Rethel
- Haus Nr. 11/12: Heinrich Steinmetz (1835–1915), preußischer Politiker (DRP) und Verwaltungsbeamter[30]; Ernst Matthes (1848–1906), Schwager von Heinrich Steinmetz, Fabrikant einer Baumwollspinnerei; Viktor Helander (1839–1901), Genremaler und schwedisch-norwegischer Konsul
- Haus Nr. 13: Albert Arnz, Maler[31]; um 1935 das Büro des Justizrat Stephan Cohen-Altmann (1861–1941)[32]
  - Querstraße: Bleichstraße
- Haus Nr. 14: Joseph oder Nikolaus Heydendahl, Maler und Bilderhändler (wurden beide auch als Geschäftsführer der Kunsthalle Düsseldorf genannt)[33]
- Haus Nr. 16: August Leu, Maler (von 1873 bis 1882)[34]
- Haus Nr. 15/16 (erbaut 1899): Eigentümer Hermann von Wätjen, Rittergutsbesitzer, Stadtverordneter, Regierungsrat in Düsseldorf
- Haus Nr. 17: Louis Kniffler, Kaufmann und preußischer Konsul mit der Niederlassung des japanischen Handelshaus in Haus Nr. 15; Ernst Edens, Internist und Kardiologe.[35]
- Haus Nr. 18: Albert Kindler, Maler[36]; Franz Brentano, Maler[37]; Theodor Rocholl, Maler[38]; Thilo Schneider, Architekt; Peter Behrens, Maler[39]; Gustav Wendling, Maler;[40] Karl Petau, Maler und Grafiker
- Haus Nr. 19: Eigentümer von 1875–1880 Witwe Andree, geb. de Reyter, von 1881–1889 die Malerin Sofie André (vormals Andree)[41][42], in 1890 Baron Adolf von André (1844–1911) Kaufmann und Finanzier, wohnhaft in London[43]; Eigentümer ab 1891 Eduard Bausch (1826–1893), Eigentümer der Elefanten-Apotheke und Abgeordneter
- Haus Nr. 20: Josef Korns, Baumeister und Architekt, besaß auch ein Haus auf der Bleichstraße Nr. 5
- Haus Nr. 21: Andreas Dirks, Maler; Mädchenschule und Töchterpensionat Ida Keller;[44] Mädchenschule und Pensionat Anna Neuhaus[45]
- Haus Nr. 22: Eduard Ireland, Maler; Wilhelm Simmler, Maler; Moritz Ulffers, Maler und Lithograf[46]
- Haus Nr. 23: Emmerich Raitz von Frentz, königlich-preußischer Kammerherr, Rittmeister, Schlosshauptmann von Benrath und von 1838 bis 1863 Landrat des Landkreises Düsseldorf[47]; ab ca. 1882 Eigentümer Karl Rudolf Sohn, Maler[48] mit Familie, darunter die Maler Alfred, Otto und Karli Sohn-Rethel; 1925/1926 Ludwig Strauss, Dramaturg[49]; um 1940 Werner Heuser, Maler[50]
- Haus Nr. 24: Richard Hasenclever, Schriftsteller, Sanitätsrat, Mitbegründer der altkatholischen Bewegung und Reichstagsabgeordneter; Sophie Hasenclever, Dichterin und Übersetzerin; Maria Süs, Malerin[51]; August Wittig, Bildhauer; Hermann Schmiechen, Maler[52]
- Haus Nr. 25: Max Hünten, Maler; Albert Bogislav Lüdecke, Maler; August Wittig, Bildhauer
- Haus Nr. 26: Roth von Schreckenstein, Kammerherr; August von Wille, Maler; Friedrich Wilhelm Fabarius, Maler
- Haus Nr. 27: August Haniel (1852–1925), Industrieller und Ingenieur, Aufsichtsratsvorsitzender der Gutehoffnungshütte in Oberhausen
- Haus Nr. 29: Benjamin Vautier, Maler[53]

### Bewohner der Goltsteinstraße in 1865

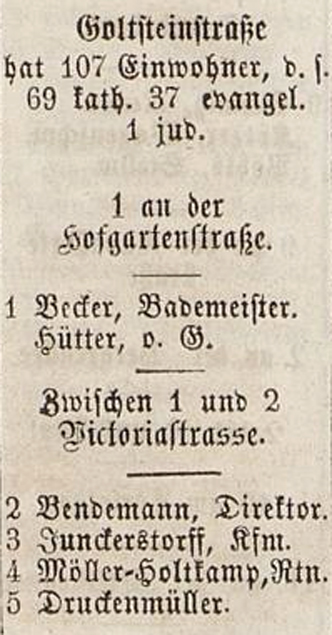
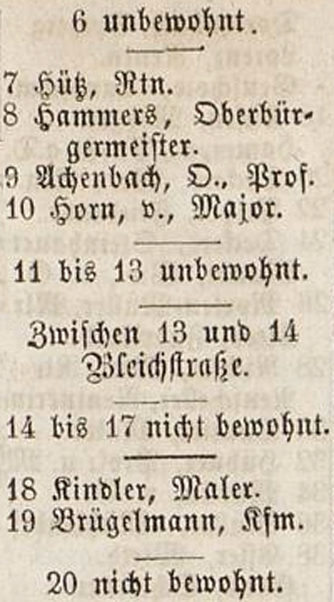
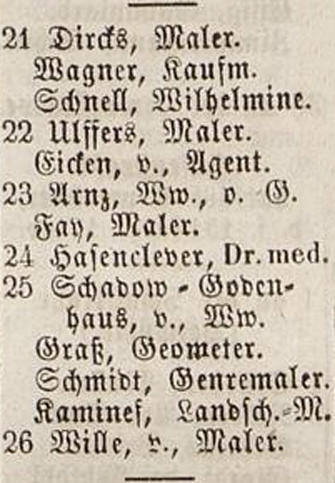